# Окрузи Португалије
Република Португалија је подељена је на 20 подручних јединица, тј. 18 округа у копненом делу државе и 2 аутономне покрајине (Мадеира и Азорска острва). Аутономне покрајине су по обиму и величину приближни окрузима, али, сходно свом положају, са много ширим надлежностима и овлашћењима.
Окрузи носе име по граду-седишту. Они су данас најважнији степен управне поделе државе.

## Историјат округа
Данашњи окрузи су успостављени 1936. године. До тада је Португалија била подељена на провинције.
Португалски устав из 1976. године је предвидео постојање аутономних покрајина (Мадеира и Азорска острва) и управних покрајина у копненом делу државе, при чему је одређено да уколико се образују покрајине да се тиме морају укинути окрузи, које ће дате покрајине покрити. На основу тога укинути су окрузи на Мадеири и Азорима, али се покрајине у копненом делу Португалије никада нису образовали.
И поред тога што су окрузи и даље законски основни ниво подручне поделе државе значај округа је умањен, а значајан део њихових надлежности је пренет на општине. 2003. године законски је допуштено међусобно удруживање општина без обзира на границе округа којима припадају. Међутим, значај округа је и поред тога значајан. Последњих година поново су учестала спомињања о новој подели целе државе на покрајине.

## Списак аутономних покрајина
| Аутономна покрајина | матични назив | Број општина | Број Насеља | Површина у км² | Број становника | Седиште       |
| ------------------- | ------------- | ------------ | ----------- | -------------- | --------------- | ------------- |
| Азори               | Azores        | 18           | 154         | 2.346          | 245.374         | Понта Делгада |
| Мадеира             | Madeira       | 11           | 54          | 801            | 267.938         | Фуншал        |

## Списак округа
| Округ             | матични назив    | Број општина | Број Насеља | Површина у км² | Број становника | Седиште           | Покрајина                |
| ----------------- | ---------------- | ------------ | ----------- | -------------- | --------------- | ----------------- | ------------------------ |
| Авеиро            | Aveiro           | 19           | 208         | 2.808          | 713.578         | Авеиро            | Северна, Средишња        |
| Бежа              | Beja             | 14           | 100         | 10.225         | 161.211         | Бежа              | Алентежо                 |
| Брага             | Braga            | 14           | 515         | 2.673          | 831.368         | Брага             | Северна                  |
| Браганса          | Bragança         | 12           | 299         | 6.608          | 148.808         | Браганса          | Северна                  |
| Визеу             | Viseu            | 24           | 372         | 5.007          | 394.927         | Визеу             | Северна, Средишња        |
| Вијана до Кастело | Viana do Castelo | 10           | 290         | 2.255          | 252.011         | Вијана до Кастело | Северна                  |
| Вила Реал         | Vila Real        | 14           | 268         | 4.328          | 223.731         | Вила Реал         | Северна                  |
| Гварда            | Guarda           | 14           | 336         | 5.518          | 173.716         | Гварда            | Средишња, Северна        |
| Евора             | Évora            | 14           | 91          | 7.393          | 173.408         | Евора             | Алентежо                 |
| Кастело Бранко    | Castelo Branco   | 11           | 160         | 6.675          | 208.070         | Кастело Бранко    | Средишња                 |
| Коимбра           | Coimbra          | 17           | 209         | 3.947          | 441.245         | Коимбра           | Средишња                 |
| Леирија           | Leiria           | 16           | 148         | 3.515          | 459.450         | Леирија           | Средишња                 |
| Лисабон           | Lisbon           | 16           | 226         | 2.800          | 2.135.992       | Лисабон           | Велики Лисабон, Алентежо |
| Порталегре        | Portalegre       | 15           | 86          | 6.065          | 127.018         | Порталегре        | Алентежо                 |
| Порто             | Porto            | 18           | 383         | 2.395          | 1.781.826       | Порто             | Северна                  |
| Сантарем          | Santarém         | 21           | 193         | 6.747          | 475.344         | Сантарем          | Средишња, Алентежо       |
| Сетубал           | Setúbal          | 13           | 82          | 5.064          | 788.459         | Сетубал           | Велики Лисабон, Алентежо |
| Фаро              | Faro             | 16           | 84          | 4.960          | 458.734         | Фаро              | Алгарве                  |